# استرین (ترکیب شیمیایی)
استرین (انگلیسی: Estrin) نوعی استروئید استرانی است که ساختار والد استروژن میباشد.